# Menard (Teksas)
Menard je grad u američkoj saveznoj državi Teksas. Prema popisu stanovništva iz 2010. u njemu je živjelo 1.471 stanovnika.